# Alexander Wilson (ornitholoog)
Alexander Wilson (Paisley, Schotland, 6 juli 1766 - Philadelphia, Verenigde Staten,  23 augustus 1813) was een Schots-Amerikaanse dichter en ornitholoog. Hij wordt beschouwd als de belangrijkste voorganger van de Amerikaanse vogelkundige John James Audubon.

## Biografie

### In Schotland
Wilson werd in Schotland geboren en werd (net als zijn vader) opgeleid tot wever. Hij werkte lange tijd als rondreizend ambachtsman, maar deed dit werk met tegenzin, Hij raakte geïnspireerd door de Schotse dichter Robert Burns. Hij begon zelf met dichten en schreef balladen, maar ook kritische gedichten en een satire over het lot van de wevers in textielfabrieken. Hij liet zijn werk in 1790 drukken. In 1792 oogstte hij enig succes met een bundel Watty and Meg or the Taming of a Shrew. In 1793 werd hij gearresteerd en veroordeeld om een werk dat een scherpe satire was op het wangedrag van een textielfabrikant. Hij moest zijn werk publiekelijk verbranden en kreeg een boete. Omdat hij die niet kon betalen, werd hij korte tijd vastgezet in een tuchthuis. Na zijn vrijlating emigreerde hij in mei 1794, samen met een neef naar Amerika.

### InAmerika
Voor wevers waren er in Amerika weinig mogelijkheden, daarom stapte Wilson over op het geven van onderwijs. Dat deed hij eerst in Pennsylvania en New Jersey tot hij uiteindelijk zich in Philadelphia vestigde. Daar ontmoette hij de bekende natuuronderzoeker William Bartram. Bartram moedigde bij Wilson de reeds bestaande interesse in de natuur aan en stimuleerde hem bij het schilderen en bestuderen van vogels. In 1804 werd hij Amerikaans staatsburger. In 1807 begon Wilson aan het bundelen van een grote verzameling illustraties van de vogels van Noord-Amerika in zijn bekendste werk American Ornithology. Hiervoor maakte hij door het hele land reizen. Dit werk werd uitgegeven in delen waarbij hij zelf kopers bij inschrijving wierf voor steeds een volgend deel. Hij overleed tijdens de voorbereiding van het negende deel.

## Zijn nalatenschap
Naast de bundels gedichten is zijn belangrijkste werk de negendelige serie boeken over de vogels van Noord-Amerika. Hierin staan 268 vogelsoorten afgebeeld en 24 soorten die niet eerder werden beschreven. De illustraties werden door hemzelf gemaakt. Toen Wilson overleed maakte zijn vriend  George Ord de serie compleet.
Er zijn 24 soorten vogels die door Wilson voor het eerst zijn beschreven en in 2015 als zodanig nog worden erkend.
Verschillende vogelsoorten zijn als eerbetoon aan hem naar hem vernoemd zoals onder andere het Wilsons stormvogeltje, Charadrius wilsonia (dikbekplevier) en de Wilsons zanger (Cardellina pusilla). Het geslacht Wilsonia is door Karel Lucien Bonaparte naar hem vernoemd. De Wilsons paradijsvogel is overigens vernoemd naar de Brit Edward Wilson.

## Kritiek
John Gerrard Keulemans geeft in deel 2 van Onze vogels in huis en tuin in het hoofdstuk over de Amerikaanse spotlijster een uitgebreid citaat van Wilson, waarin deze de zang van de spotlijster roemt. Hij citeert Wilson o.a. waar hij schrijft: „De schranderheid, die hij aan den dag legt, om de verschillende geluiden van bijna iederen vogel der schepping af te luisteren en in het geheugen te prenten, is verwonderlijk en kenmerkt de grootheid van zijn genie. Behalve deze gave, bezit hij eene volle, krachtige en klankvolle stem, alsmede de eigenschap, of liever de bekwaamheid, om geluiden in verschillende modulatiën en wijzigingen voort te brengen, zoodat hij zoowel de zachte heldere toonen van den Boschlijster als het scherpe geroep van den Arend weêrgeeft. Niet alleen bootst hij de maat en den toonaard van deze oorspronkelijke geluiden getrouw na, doch hij overtreft ze zelfs in kracht en zoetheid van toon." Vervolgens constateert Keulemans dat de lof, die Amerikanen aan de zang van hun spotlijster toekennen wel zal zijn ingegeven door het ontbreken van zangers zoals de nachtegaal op hun continent, alsmede door hun handelsgeest. "Jammer (...) dat de Spotlijsters, die in gevangen staat uit Amerika herwaarts worden aangevoerd, zoo geheel en al hunne zoo wondervolle hoedanigheden verloochenen. Zoolang de vogel in zijn vaderland, in den winkel van den vogelhandelaar te koop hangt, bestaat er geen grooter kunstenaar, geen aardiger naklapper, geen fraaijer zanger, dan hij; maar naauwelijks is de vogel verkocht, of al zijn talent is gevlogen. En toch wordt er wel honderd dollars, soms nog meer voor zulk een vogel betaald. (...) Wat Wilson betreft, hij is zonder twijfel een ornitholoog, aan wien de wetenschap veel verschuldigd is; doch zijne beschrijvingen zijn dikwijls schooner dan de werkelijkheid. Gevoelig voor het schoone der natuur en bedeeld met eene zeldzame dichterlijke welsprekendheid, heeft Wilson in zijne beschrijvingen dikwijls het eenvoudige tot een „betooverend schoon" verheven, omdat dat eenvoudige op hem een betooverenden invloed had. Zijne schilderingen zijn dan ook dikwijls meer ontboezemingen zijner gevoelens, dan wetenschappelijke beschrijvingen."

### Publicaties (selectie)
Ornithologie
- Wilson, Alexander. 1808. American Ornithology; or, the Natural History of the Birds of the United States: Illustrated with Plates Engraved and Colored from Original drawings taken from Nature. Bradford and Inskeep, Philadelphia 1808–1814.

Gedichten
- Poems. J. Neilson, Paisley 1790.
- Poems, Humorous, Satirical, and Serious. 2de druk. P. Hill, Edinburgh 1791.
- Poems Chiefly in the Scottish Dialect by Alexander Wilson with an Account of His Life and Writings. J. Neilson, Paisley 1816.
- The Poetical Works of Alexander Wilson. J. Henderson, Belfast 1844.
- The Poems and Literary Prose of Alexander Wilson. Ed. Rev. Alexander B. Grosart. 2 Bd. Alexander Gardner, Paisley 1876.

- Biblioteca Nacional de España: XX1765803
- Bibliothèque nationale de France: cb120288271 (data)
- CiNii: DA01740534
- Stuttgart Database of Scientific Illustrators 1450–1950: 3908
- Gemeinsame Normdatei: 117581143
- International Standard Name Identifier: 0000 0000 8370 9533
- Library of Congress Control Number: n50015500
- Nationale Bibliotheek van Israël: 987007463224205171
- Nederlandse Thesaurus van Auteursnamen: 070161925
- Réseau des bibliothèques de Suisse occidentale: 02-A022844541
- RKD-Nederlands Instituut voor Kunstgeschiedenis: 84822
- Istituto Centrale per il Catalogo Unico: RAVV623147
- LIBRIS: 173747
- SNAC: w66m34rj
- Système universitaire de documentation: 028456424
- Union List of Artist Names: 500023310
- Virtual International Authority File: 34471057
- WorldCat: E39PBJj8VYHW8C9WCWMQDvgh73